# Alfons van Katwijk
Alphonsus Wilhelmus Franciscus Maria van Katwijk, dit Alfons ou Fons van Katwijk (né le 1er décembre 1951 à Oploo) est un coureur cycliste néerlandais.

## Biographie
Professionnel de 1976 à 1987, il a notamment remporté deux étapes du Tour d'Espagne 1978. Ses frères Piet et Jan ont également été coureurs professionnels. En 2016, la commune d'Oploo fait ériger un monument en leur honneur.

## Palmarès

### Palmarès amateur
- 1971
  - Flèche du Sud
  - 3e du Ronde van Midden-Nederland
- 1972
  - 3e étape du Tour du Loir-et-Cher
  - 3e du Circuit du Westhoek
- 1973
  - Une étape du Tour de Rhénanie-Palatinat
  - 2e du Circuit de Campine
- 1974
  - 9e étape du Tour de Rhénanie-Palatinat
  - 2e du Tour d'Overijssel
  - 3e du Tour de Rhénanie-Palatinat
  - 3e de l'Omloop van de Baronie
- 1975
  - Flèche d'or (avec André Gevers)
  - 3e du Tour de Drenthe
  - 3e du Tour d'Overijssel
- 1976
  - Ronde van de Molen
  - 7e et 8eb étapes de l'Olympia's Tour
  - 3e de la Ster van Zwolle
  - 3e de l'Olympia's Tour

### Palmarès professionnel
- 1977
  - 5e étape du Tour d'Aragon
  - 7e de Paris-Tours
- 1978
  - 6e et 8e étapes du Tour d'Espagne
  - 2e du Circuit Het Volk
  - 3e du Circuit des Ardennes flamandes - Ichtegem
- 1979
  - 1re étape de l'Étoile de Bessèges
  - Championnat des Flandres
  - 2e de Kuurne-Bruxelles-Kuurne
  - 9e de Gand-Wevelgem
- 1980
  - 3e de la Flèche brabançonne
- 1982
  - 3e étape des Six Jours du Rhin et de la Gouwe
  - 3e de Harelbeke-Poperinge-Harelbeke
- 1983
  - 2e étape du Tour des Pays-Bas
  - 1re étape des Six Jours du Rhin et de la Gouwe
- 1985
  - 6e étape des Six Jours du Rhin et de la Gouwe
  - 9e de Gand-Wevelgem

## Résultats sur les grands tours

### Tour d'Espagne
1 participation 
- 1978 : 54e, vainqueur des 6e et 8e étapes

### Tour d'Italie
1 participation 
- 1980 : abandon